# 小泉村 (山梨県)
小泉村（こいずみむら）は山梨県北巨摩郡にあった村。現在の北杜市北西部、中央自動車道八ヶ岳パーキングエリア、小海線甲斐小泉駅、権現岳を含む南北に長い区域にあたる。

## 地理
- 山：三ツ頭、権現岳

## 歴史
- 1889年（明治22年）7月1日 - 町村制の施行により、北巨摩郡小泉村が単独で自治体を形成。
- 1955年（昭和30年）3月30日 - 長坂町に編入。同日小泉村廃止。

## 交通

### 鉄道路線
- 日本国有鉄道（国鉄）
  - 小海線：甲斐小泉駅

### 道路
- 棒道

現在は旧村域に中央自動車道八ヶ岳パーキングエリアが所在するが、当時は未開通。